# Будинок Полтавського дворянського зібрання
Будинок Полтавського дворянського зібрання — пам'ятка історії та архітектури у Полтаві, розташована у південно-східному секторі Круглої площі між вулицями 1100-річчя Полтави і Соборності. Будівлю споруджено у 1810 році в стилі класицизму.

## Опис
Будинок мурований, прямокутний у плані. Головний фасад симетричний, центральний ризаліт оздоблено шестиколонним портиком композитного ордеру, піднятим на висоту 1-го поверху. Невеликі вікна 3-го ярусу ризаліту служили додатковим освітленням головного залу. Портик увінчує трикутний фронтон, у тимпані якого раніше було вміщено ліпний старовинний герб Полтави. Витончений святковий образ споруди дещо відрізняється від сухуватих форм інших будинків, розташованих на площі. Раніше ця відмінність посилювалася багатством скульптурного декору: між колонами портика було встановлено дві алегоричні фігури, вази з ліпними гірляндами і маскаронами. За проєктом планувалося збудувати обабіч центрального двоповерхового корпусу одноповерхові флігелі і цегляний мур (не здійснено).

## Історія

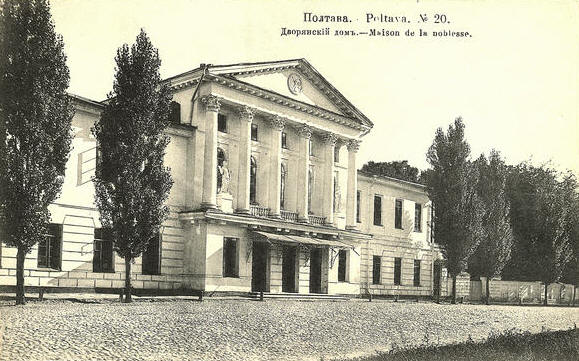
Будинок Полтавського дворянського зібрання, поч. XX ст.

Будинок Полтавського дворянського зібрання був одним з громадських і культурних центрів міста. Влітку 1813 року тут відбулося ушанування Гаврила Державіна. У 30-х роках XIX століття працювала перша у Полтаві громадська бібліотека, попечителем якої був Микола Цертелєв (1790—1869) — фольклорист, один з перших дослідників і видавців української народної поетичної творчості.
Традиційно це також було місце концертних виступів для дворян. Зокрема У 1879 році у залі Дворянського зібрання дав два концерти Модест Мусоргський, в 1881 році виступала художниця Марія Башкирцева. У різні часи концертували Антон Рубінштейн, Петро Чайковський, Олександр Скрябін, Сергій Рахманінов. У 1897 році співав Федір Шаляпін.
У 20-30-х роках XX століття у будинку містився «Клюб імені Карла Маркса», а у сквері поруч — літній кінотеатр. Будинок був спалений у 1943 році. Відбудований у 1945–1947 років для кінотеатру імені Івана Котляревського.
У 2017 році наказом Мінкульту статус пам'ятки було понижено з національного до місцевого, це дозволило міській раді повністю розпоряджатись його долею. Одночасно з цим ТОВ «Старнайт» починає зведення прибудови, яка за документами є тимчасовим літнім майданчиком, але фактично зводиться капітальна прибудова, яка спотворила не лише саму будівлю, а й весь ансамбль Круглої площі. Незважаючи на припис Державної архітектурно-будівельної комісії, що визнав незаконність будівництва та масові протести полтавців прибудову було зведено.
Станом на 2018 рік  всередині розміщені нічні клуби та гральні заклади, які перебудовують внутрішні приміщення для своїх потреб. На думку архітекторів цю пам'ятку архітектури протягом кількох років було фактично зруйновано.

### Пожежа (2020)
У ніч на 9 грудня 2020 року будівля сильно постраждала внаслідок пожежі.
За словами очевидців, пожежа почалась з ресторану «Терраса», за ним вогонь перекинувся на нічний клуб «Версаль», та на караоке «Граммофонъ». Останньою загорілася нова прибудова. Загалом пожежа тривала майже 9 годин: приблизно о 4:20 її помітили перші очевидці, о 4:30 надійшов дзвінок до пожежної служби, але повністю загасити вдалось тільки після полудня. Також під час гасіння пожежі було знайдено мертве тіло невстановленої людини.
Загалом згорів правий та центральний корпус будівлі, але лівий вдалось зберегти.